# Evelin Jahl
Evelin Jahl, född Evelin Schlaak 28 mars 1956 i Annaberg-Buchholz, är en tysk före detta friidrottare som tävlade i diskuskastning för Östtyskland.
Jahl var den främsta kvinnliga diskuskastaren under slutet av 1970-talet och början av 1980-talet. Vid Olympiska sommarspelen 1976 i Montreal blev hon guldmedaljör och två år senare 1978 slog hon Faina Melniks världsrekord då hon kastade 70,72 meter. Samma år vann hon EM-guld i Prag. 
Vid Olympiska sommarspelen 1980 i Moskva försvarade hon sitt guld och hon förbättrade även sitt världsrekord till 71,50, ett rekord som emellertid bara stod sig två månader innan Maria Petkova kastade 71,80 meter. 
Efter en skada 1982 avslutade hon sin aktiva karriär.

## Personliga rekord
- Diskuskastning - 71,50 meter